# Society of St. John the Evangelist
La Society of St. John the Evangelist (SSJE) è un ordine religioso maschile della religione anglicana. I suoi membri vivono secondo una regola di vita, che ad un certo punto del percorso spirituale si traduce in voti monastici di povertà, castità e obbedienza.
La SSJE fu fondata nel 1866 a Cowley, vicino ad Oxford, da Richard Meux Benson, Charles Chapman Grafton e Simeon Wilberforce O'Neill. Conosciuta colloquialmente come Cowley Fathers, fu la prima comunità religiosa stabile di uomini fondata nella Comunione anglicana dopo lo scisma da Roma. Per molti anni la società gestiva case in Inghilterra, Scozia, India, Sudafrica, Giappone e Canada.

## Congregazione nordamericana
Ne 1870, la società aprì una delle proprie case a Boston, dove divenne parte della Chiesa episcopale statunitense. I membri della congregazione nordamericana vivono in un monastero progettato da Ralph Adams Cram a Cambridge, vicino a Harvard Square, che fu costruito in memoria di Isabella Stewart Gardner. La società ha un centro di ritiro rurale, Emery House, immerso nel verde della campagna di West Newbury.
I principali ministeri della Society of St. John the Evangelist sono la predicazione, la direzione spirituale e l'ospitalità. Hanno organizzato viaggi missionari in Africa e pellegrinaggi periodici in Terra Santa, trovando supporto al St. George's College di Gerusalemme. I singoli fratelli lavorano in vari ministeri locali e regionali a fianco di studenti, sentatetto, soldati, senzatetto e persone colpite da HIV e AIDS. Uno membro della fraternità, M. Thomas Shaw, SSJE, è divenuto il 15º vescovo della diocesi episcopale del Massachusetts.
Nel 2014, durante il ministero del padre canadese James Koester SSJE, vice superiore e fratello responsabile di Emery House, fu acquistito un immobile risalente al 1832, che fu aperto al soggiorno sia di uomini che di donne aspiranti alla vita monastica dell'ordine (nato come fraternità maschile). In onore del supporto delle Sorelle e della connessione fra le due comunità, la casa aperta fu nominata Grafton House (dal nome del vescovo Charles Chapman Grafton), mentre la cappella fu intitolata alla Santa Natività.

La casa editrice Cowley Publications fu gestita dalla fraternità, fino all'incorporazione da parte della Rowman & Littlefield nel 2007.
Fellowship di St John (USA)
La SSJE statunitense opera in stretta relazione con una fellowship di discepoli laici, che seguono una regola -inerente anche le proprie opere scritte- simile a quella dei monaci professi dell'associazione. I membri della Fellowship sostengono la società con la propria amicizia e la preghiera, guardando alla SSJE per ispirazione e supporto. La compagnia conta circa 1.000 membri fra uomini e donne.
Il 3 luglio 2014, Roy Cockrum vinse 259 milioni di dollari alla lotteria del Tennessee, il più grande jackpot fino ad allora aggiudicato. Dopo aver lasciato la compagnia, decise di destinare la maggior parte della somma vinta in beneficenza per fondare una charity a favore dei gruppi teatrali e artistici del Paes.e In tale ambiente, aveva lavorato per 20 anni prima di diventare Frate Roy.

## Congregazione britannica

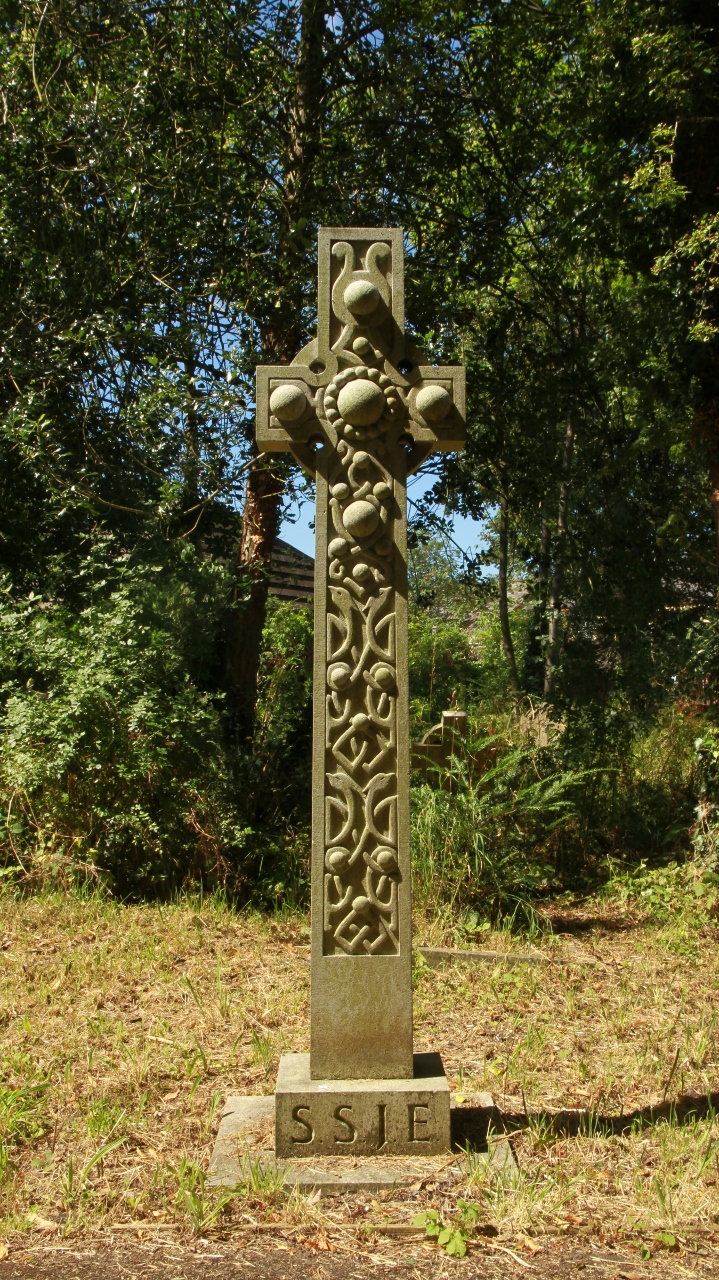
Croce di pietra nel sagrato della chiesa parrocchiale di SS Mary e John, a Cowley Road (Oxford), per commemorare i monaci della Compagnia di San Giovanni Evangelista

Il ramo inglese della congregazione fu attivo a Oxford, dal 1868 al 1980. La casa madre aveva l'ingresso in via Marston Street e occupava un vasto appezzamento di terreno, che si estendeva da Cowley Road a Iffley Road, dal lato opposto. Il sito comprendeva tre cappelle, una chiesa missionaria, una scuola di canto, una scuola comunitaria, alloggi per i fratelli e alloggi per gli ospiti. 

Quando la Società si ritirò da Marston Street nel 1980, gli edifici entrarono a far parte del collegio teologico anglicanno di Santo Stefano, La SSJE aprì un piccolo monastero ad Iffley Road, che rimase operativo per diversi anni.
Nel 1905 la Società istituì la St Edward's House a Westminster, destinata ai ritiri e ad attività spirituali diverse, finché la proprietà non fu chiusa e venduta nel 2012. 

Il professore CS Lewis dell'Università di Oxford visitò abitualmente padre Walter Adams, che divenne suo confessore spirituale dal 1940 fino alla morte, sopraggiunta il 3 marzo 1952. Lewis riconobbe i meriti di padre Adams per il suo ministero.
A seguito della chiusura di St Edward's House nel 2012, la Società non mantiene più un monastero nelle Isole britanniche. Al 2012, la congregazione britannica aveva ancora tre fratelli professi, che vivevano tutti in forma solitaria.
Fellowship of St John Trust
La società amministra la Fellowship of St John (UK) Trust Association, un'organizzazione caritatevole registrata, che concede sovvenzioni ad agenzie britanniche e straniere per l'istruzione e il lavoro missionario.